# Radio (Snelle)
Radio is een lied van de Nederlandse zanger Snelle. Het werd in 2023 als single uitgebracht en stond in hetzelfde jaar als elfde track op het album Achtentwintig.

## Achtergrond
Radio is geschreven door Tom Hendriks, Lars Bos, Daan Ligtvoet en Okke Punt en geproduceerd door Donda Nisha. Het is een nummer dat past in het genre nederpop. In het lied zingt de artiest over liefdesverdriet. De relatie van de liedverteller is beëindigd en door liedjes die hij hoort op de radio wordt hij telkens herinnerd aan zijn voormalige geliefde.
Om het lied te promoten deed Snelle een recordpoging door bij zo veel mogelijk radiozenders langs te gaan om het nummer te promoten. Hij bezocht uiteindelijk 33 radiostations.

## Hitnoteringen
De artiest had succes met het lied in de hitlijsten van het Nederlands taalgebied. In de Vlaamse Ultratop 50 kwam het tot de 29e plek in de twaalf weken dat het in de lijst te vinden was. Het kwam tot de 39e positie van de Nederlandse Top 40 en stond zes weken in deze lijst. Het piekte op de 41e plaats van de Nederlandse Single Top 100 en stond elf weken in deze hitlijst.